# 5-та танкова армія (Третій Рейх)
5-та танкова армія (Третій Рейх) (нім. 5. Panzerarmee) — танкова армія в складі військ Вермахту нацистської Німеччини, що існувала у 1942–1945 роках.

## Командування

### Командувачі

#### Північна Африка
- генерал-лейтенант Гайнц Ціглер (8 грудня 1942 року — 20 лютого 1943 року);
- генерал-полковник Ганс-Юрген фон Арнім (20 лютого — 28 лютого 1943 року), ТВО;
- генерал танкових військ Густав фон Ферст (28 лютого — 12 травня 1943 року);

#### Західна Європа
- генерал танкових військ Генріх Ебербах (5 серпня — 29 серпня 1944);
- генерал-полковник військ СС Йозеф Дітріх (29 серпня 1944 — 10 вересня 1944);
- генерал танкових військ Гассо фон Мантойфель (10 вересня 1944 — 9 березня 1945);
- генерал-полковник Йозеф Гарпе (9 березня — 17 квітня 1945).